# Genea Charpentier
Genea Charpentier (* 8. Oktober 2003 in New Westminster, British Columbia) ist eine kanadische Schauspielerin.

## Leben
Genea Charpentier begann mit der Schauspielerei im Jahr 2009 in einer Episode der US-amerikanischen Science-Fiction-Fernsehserie Defying Gravity – Liebe im Weltall. Des Weiteren war sie 2012 in einer Folge der ersten Staffel der Actionserie Arrow sowie im Disney Channel Original Movie Monster gegen Mädchen zu sehen. Es folgten 2013 der in Kanada gedrehte Fernsehfilm Dangerous Intuition sowie 2014 die kanadischen Fernsehproduktionen Run for Your Life und Liebesgrüße aus der Weihnachtsbäckerei. Für ihre Rolle in dem Kurzfilm The Old Woman in the Woods wurde sie bei den Young Artist Awards 2013 als beste Schauspielerin in einem Kurzfilm – zehn Jahre oder jünger nominiert.
In der Amazon-Serie The Man in the High Castle war sie in einer Nebenrolle als Jennifer Smith zu sehen. Zudem spielt sie Laura Campbell in der Fernsehserie Janette Oke: Die Coal Valley Saga.
Genea Charpentier ist die jüngere Schwester der Schauspielerin Megan Charpentier.

## Filmografie (Auswahl)

### Filme
- 2010: Kid’s Court (Kurzfilm)
- 2011: Gefährliche Überraschung (Deck the Halls, Fernsehfilm)
- 2012: Monster gegen Mädchen (Girl Vs. Monster, Fernsehfilm)
- 2013: The Old Woman in the Woods (Kurzfilm)
- 2013: Dangerous Intuition (Fernsehfilm)
- 2014: Run for Your Life (Fernsehfilm)
- 2014: Liebesgrüße aus der Weihnachtsbäckerei (A Cookie Cutter Christmas, Fernsehfilm)
- 2014: Sacrifice (Kurzfilm)
- 2016: All Yours (Fernsehfilm)
- 2020: Poisoned Love: The Stacey Castor Story (Fernsehfilm)
- 2022: Cruel Instruction (Fernsehfilm)

### Serien
- 2009: Defying Gravity – Liebe im Weltall (Defying Gravity, Episode 1x11)
- 2012: Arrow (Episode 1x04)
- 2014: Signed, Sealed, Delivered (Episode 1x05)
- 2015–2019: The Man in the High Castle (24 Episoden)
- 2015–2022: Janette Oke: Die Coal Valley Saga (When Calls the Heart, 39 Episoden)
- 2021: Are You Afraid of the Dark? (2 Episoden)
- 2023: So Help Me Todd (Episode 1x15)
- 2023: Fire Country (Episode 1x17)